# FINA Water Polo World Cup 2006 (maschile)
La Coppa del Mondo maschile di pallanuoto 2006 è stata la 13ª edizione della manifestazione che viene organizzata ogni quattro anni dalla FINA a partire dal 2002. Fu l'ultima occasione in cui le nazioni partecipanti venivano scelte fra le 8 prime classificate del campionato mondiale precedente. Infatti a partire dall'edizione successiva il criterio venne modificato.

## Squadre partecipanti
Le squadre sono elencate secondo l'ordine di classifica del campionato mondiale 2005.
- Serbia e Montenegro
- Ungheria
- Grecia
- Croazia
- Spagna
- Romania
- Russia
- Italia

## Formula
Le 8 squadre partecipanti vengono suddivise in due gironi da quattro squadre ciascuno. Ciascuna squadra affronta le altre tre incluse nel proprio girone una sola volta, per un totale di tre partite per ciascuna squadra. Alla fine di tale fase le prime in classifica dei due gironi sono ammesse direttamente in semifinale, dove attendono le vincenti del doppio confronto fra seconde e terze classificate. Le quarte vengono subito eliminate.

## Turno preliminare

### Gruppo A
|   | Squadra  | Pts | G | V | N | P | GF | GS | DR  |
| - | -------- | --- | - | - | - | - | -- | -- | --- |
| 1 | Ungheria | 6   | 3 | 3 | 0 | 0 | 38 | 19 | +19 |
| 2 | Italia   | 4   | 3 | 2 | 0 | 1 | 20 | 20 | 0   |
| 3 | Romania  | 2   | 3 | 1 | 0 | 2 | 19 | 28 | -9  |
| 4 | Grecia   | 0   | 3 | 0 | 0 | 3 | 19 | 29 | -10 |

13 giugno
| Grecia | 7 – 8  | Romania  |
| Italia | 6 – 10 | Ungheria |

14 giugno
| Grecia | 4 – 14 | Ungheria |
| Italia | 7 – 5  | Romania  |

15 giugno
| Grecia  | 5 – 7  | Italia   |
| Romania | 6 – 14 | Ungheria |

### Gruppo B
|   | Squadra             | Pts | G | V | N | P | GF | GS | DR  |
| - | ------------------- | --- | - | - | - | - | -- | -- | --- |
| 1 | Serbia e Montenegro | 6   | 3 | 3 | 0 | 0 | 29 | 21 | +8  |
| 2 | Croazia             | 3   | 3 | 1 | 1 | 1 | 28 | 26 | +2  |
| 3 | Spagna              | 3   | 3 | 1 | 1 | 1 | 24 | 21 | +3  |
| 4 | Russia              | 0   | 3 | 0 | 0 | 3 | 22 | 35 | -13 |

13 giugno
| Croazia             | 12 – 9 | Russia |
| Serbia e Montenegro | 7 – 6  | Spagna |

14 giugno
| Croazia             | 8 – 8  | Spagna |
| Serbia e Montenegro | 13 – 7 | Russia |

15 giugno
| Russia  | 6 – 10 | Spagna              |
| Croazia | 8 – 9  | Serbia e Montenegro |

## Fase finale

### Quarti di finale
16 giugno
| Romania | 7 – 10 | Croazia |
| Italia  | 3 – 9  | Spagna  |

### Semifinali
17 giugno
| Ungheria            | 10 – 6 | Croazia |
| Serbia e Montenegro | 13 – 8 | Spagna  |

### Finale 7º-8º posto
16 giugno
| Grecia | 10 – 6 | Russia |

### Finale 5º-6º posto
17 giugno
| Romania | 4 – 7 | Italia |

### Finale 3º-4º posto
18 giugno
| Croazia | 10 – 13 | Spagna |

### Finale
18 giugno
| Ungheria | 9 – 10 | Serbia e Montenegro |

## Classifica finale
| Vincitore Coppa del Mondo (3º titolo) | Vincitore Coppa del Mondo (3º titolo) |
| ------------------------------------- | ------------------------------------- |
| SERBIA E MONTENEGRO                   |                                       |
| Posizione                             | Squadra                               |
| 2                                     | Ungheria                              |
| 3                                     | Spagna                                |
| 4                                     | Croazia                               |
| 5                                     | Italia                                |
| 6                                     | Romania                               |
| 7                                     | Grecia                                |
| 8                                     | Russia                                |

## Classifica marcatori
| POS. | GIOCATORE        | GOL |
| ---- | ---------------- | --- |
| 1.   | Aleksandar Šapić | 17  |
| 2.   | Tamás Kásás      | 13  |
| 2.   | Felipe Perrone   | 13  |
| 2.   | Xavier García    | 13  |
| 5.   | Miho Bošković    | 12  |
| 6.   | Andrei Iosep     | 11  |
| 7.   | Péter Biros      | 10  |
| 8.   | Teo Đogaš        | 9   |
| 9.   | Gergely Kiss     | 8   |
| 9.   | Nikola Janović   | 8   |